# Aurach am Hongar
Aurach am Hongar osztrák község Felső-Ausztria Vöcklabrucki járásában. 2018 januárjában 1715 lakosa volt.

## Elhelyezkedése

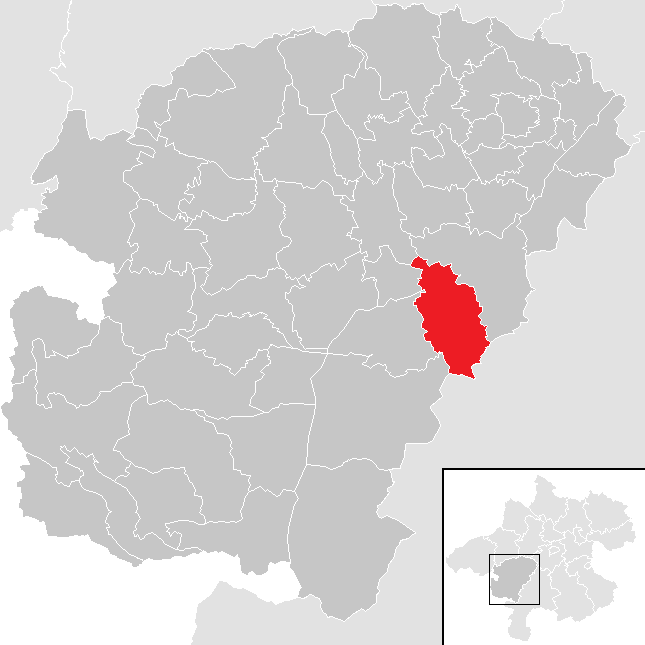
Aurach am Hongar a Vöcklabrucki járásban

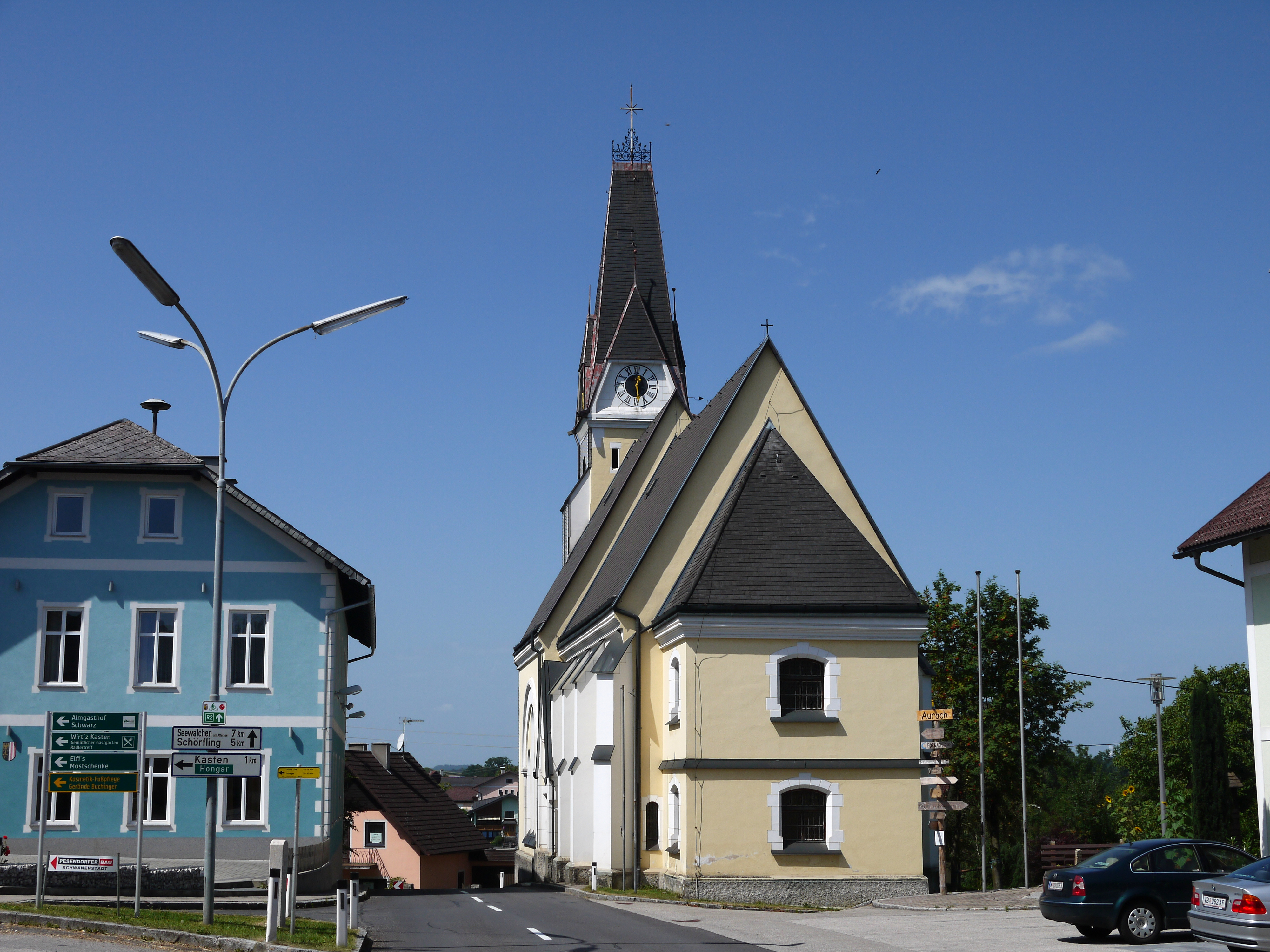
A Szt. Elek-plébániatemplom

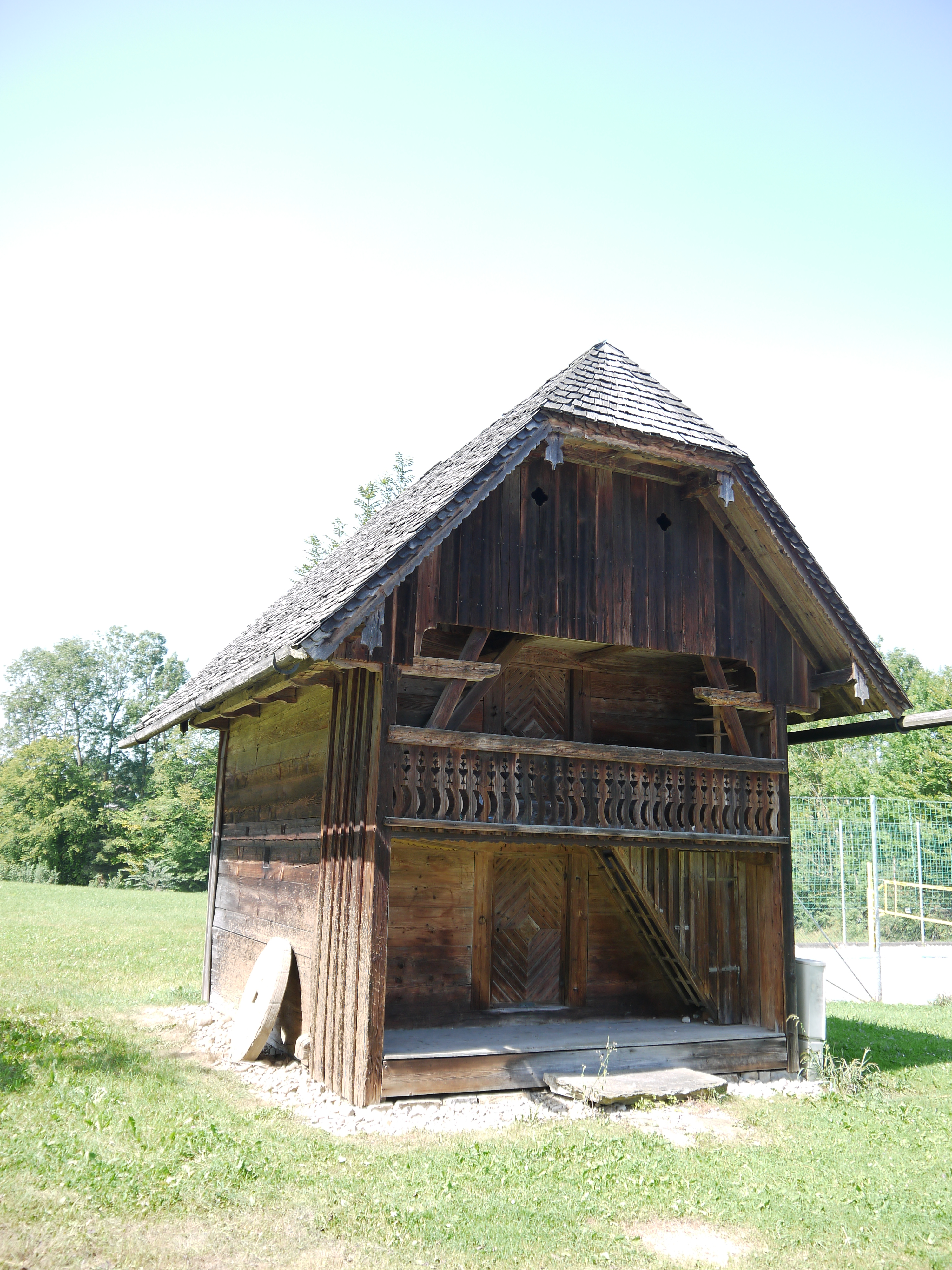
A helytörténeti kiállításnak helyet adó hagyományos csűr

Aurach am Hongar Felső-Ausztria Hausruckviertel régiójában helyezkedik el, a Dürren Aurach folyó mentén. Területének 52,8%-a erdő, 40,3% áll mezőgazdasági hasznosítás alatt. Az önkormányzat 11 településrészt és falut egyesít: Aurach am Hongar (422 lakos 2018-ban), Grafenbuch (30), Hainbach (231), Halbmoos (82), Illingbuch (76), Jetzing (94), Kasten (242), Looh (272), Pranzing (143), Raschbach (98) és Weichselbaum (25). 
A környező önkormányzatok: délnyugaton Weyregg am Attersee, nyugaton Lenzing és Schörfling am Attersee, északnyugaton Timelkam, északkeleten Regau, délkeleten Pinsdorf. 

## Története
A község területén már 800 körül említenek bajor településeket, jellegzetes -ing névvégződésekkel (mint Wörtzing vagy Jetzing). Aurach neve folyóátkelőre utal. A 13. század körül Aurach területének egy része a Passauhoz közeli asbachi apátság, egy másik része Gebhard von Regau gróf birtoka volt.
1458-ban Sigismund passaui püspök felszentelt egy Máté evangélistának és Szt. Eleknek szentelt kápolnát Aurachban, ahol a schörflingi plébános misézett. A falu csak II. József egyházreformja után, 1776-ban vált önálló egyházközséggé és kapott papot 1784-ben. A régi templom 1888-ban leégett, a mai épületet 1893-ban szentelték fel. 1594-ben már említés történik egy aurachi iskolamesterről, majd 1726-ban Josef Dominicus passaui püspök engedélyezte egy remetelak alapítását. A remetének, Josef Würthnek, a Khevenhüller grófok volt írnokának előírták, hogy írni és olvasni tanítsa a helyi ifjúságot.

## Lakosság
Az Aurach am Hongar-i önkormányzat területén 2018 januárjában 1715 fő élt. A lakosságszám 1961 óta (akkor 951 fő) gyarapodó tendenciát mutat. 2015-ben a helybeliek 96,2%-a volt osztrák állampolgár; a külföldiek közül 1,2% a régi (2004 előtti), 1,8% az új EU-tagállamokból érkezett. 2001-ben a lakosok 80,4%-a római katolikusnak, 13% evangélikusnak, 2% mohamedánnak, 4% pedig felekezeten kívülinek vallotta magát. Ugyanekkor egy magyar élt a községben. A legnagyobb nemzetiségi csoportot a német (93,1%) mellett a horvátok (3,5%) alkották.

## Látnivalók
- a Szt. Elek-plébániatemplom
- a Schimpl-kápolna
- a fából épült, hagyományos csűrben berendezett kis helytörténeti múzeum

## Fordítás
- Ez a szócikk részben vagy egészben  az   Aurach am Hongar című német Wikipédia-szócikk ezen változatának fordításán alapul.  Az eredeti cikk szerkesztőit annak laptörténete sorolja fel. Ez a jelzés csupán a megfogalmazás eredetét és a szerzői jogokat jelzi, nem szolgál a cikkben szereplő információk forrásmegjelöléseként.